# Campagna mongola contro i Nizariti
La campagna mongola contro gli ismailiti nizariti (ovvero degli Assassini) del 1253 fu una spedizione militare eseguita dal condottiero mongolo Hulagu su pianificazione di Möngke Khan. Essa ebbe luogo dopo la conquista dell'Impero corasmio, localizzato nell'odierno Iran, compiuta dall'Impero mongolo.
Il conflitto coinvolse inizialmente le roccaforti situate nelle regioni del Quhistan e del Qumis, a sud della catena dell'Elburz, la maggior parte delle quali fu saccheggiata, in particolare Tun e Tus. La capacità difensiva di questi presidi era stata resa meno efficace per via delle lotte intestine in corso tra i Nizariti e capeggiate dall'imam Muhammad III di Alamut. Il suo successore Rukn al-Din Khurshah avviò una lunga serie di infruttuosi negoziati intesi per raggiungere un compromesso. Nel 1256, l'Imam si arrese mentre era assediato a Maymun-Diz e ordinò ai suoi seguaci di fare lo stesso. Nonostante fosse difficile da espugnare, Alamūt cadde pressoché subito e fu rasa al suolo. Lo Stato degli ismailiti nizariti scomparve a seguito di tale evento, anche se diversi forti da loro presieduti, in particolare Lambsar e Gerdkuh, continuarono a resistere. Möngke Khan ordinò quindi un'esecuzione di massa dei nizariti, inclusi l'imam Rukn al-Din Khurshah e la sua famiglia. I tentativi compiuti dai nizariti di ristabilire un proprio Stato fallirono e i sopravvissuti si dispersero in Medio Oriente e Asia Centrale. Questi profughi ricostruirono tempo dopo un proprio Imamato situato ad Anjudan.
La campagna di Hülegü contro i nizariti e il califfato abbaside ebbe come effetto quello di dare vita a un nuovo khanato nella regione, il quale sarebbe divenuto noto con il nome di Ilkhanato.

## Contesto storico
I Nizariti erano una setta degli ismailiti, i quali a loro volta rappresentavano un ramo dei musulmani sciiti. Grazie alla conquista di roccaforti strategiche e in grado di auto-sostentarsi, essi erano stati in grado di stabilire una propria entità parastatale (Ordine degli Assassini) all'interno dell'Impero selgiuchide prima e dell'Impero corasmio poi. Nel 1192 o 1193, a Rashid ad-Din Sinan subentrò il da'i persiano Nasr al-Ajami, il quale ripristinò la sovranità di Alamut sui nizariti localizzati in Siria. Dopo l'invasione mongola della Persia, molti musulmani sunniti e sciiti (incluso il noto studioso al-Tusi) si rifugiarono nella regione del Quhistan. Il governatore (muhtasham) del Quhistan dell'epoca era Nasir al-Din Abu al-Fath Abd al-Rahim ibn Abi Mansur.

### Interazioni tra nizari e mongoli

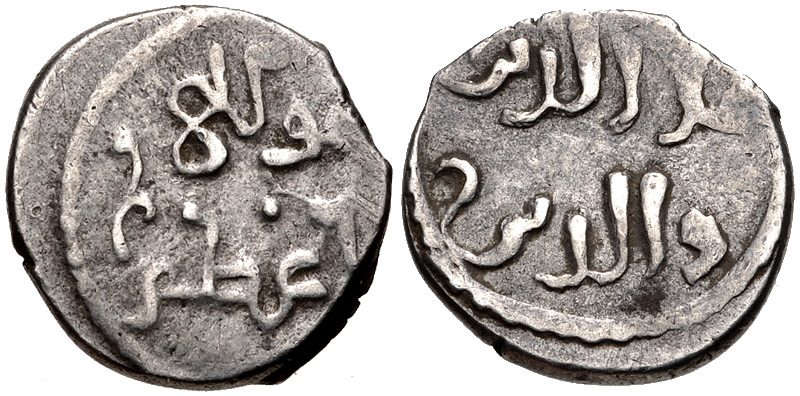
Moneta emessa sotto
Muhammad III di Alamut

Nel 1221, gli emissari dei nizariti incontrarono Genghis Khan a Balkh. Dopo la morte di Jalal ad-Din Mankubirni e la caduta dei corasmi a seguito dell'invasione mongola, si verificarono i primi scontri tra i nizariti comandati dall'imam Muhammad III di Alamut e i mongoli che obbedivano agli ordini di Ögödei Khan. Quest'ultimo aveva appena avviato la campagna di conquista della Persia occidentale. Presto i nizariti persero il controllo di Damghan, nel Qumis, dove erano riusciti a stabilirsi a seguito della scomparsa dell'Impero corasmio.
Nel 1238, l'imam nizarita e il califfo abbaside Al-Mustansir inviarono una delegazione congiunta ai re europei Luigi IX di Francia ed Edoardo I d'Inghilterra per stringere un'alleanza musulmano-cristiana contro i mongoli, ma questo tentativo si risolse in un nulla di fatto. In seguito, i re europei collaborarono con i mongoli dando vita a un'alleanza finalizzata a sconfiggere i musulmani.
Nel 1246 l'imam dei nizariti, affiancato dal nuovo califfo abbaside Al-Musta'sim e da molti sovrani musulmani, mandò alcuni ambasciatori guidati dai muhtasham (governatori) del Quhistan Shihab al-Din e Shams al-Din in Mongolia in occasione dell'ascesa al potere del gran khan Güyük. Quest'ultimo tuttavia non li ricevette e presto inviò nuovi rinforzi guidati da Eljigidei in Persia, incaricandolo di impiegare un quinto delle forze per sedare i territori ribelli, a partire dallo Stato dei nizariti. Lo stesso Güyük intendeva partecipare agli scontri in prima persona, ma egli morì poco dopo. Il successore di Güyük, Möngke Khan, proseguì le attività del comandante defunto e assecondò il sentimento anti-nizarita che pervadeva i fedeli sunniti presenti alla corte mongola. Per questo motivo, cercò di tenersi informato sulle attività compiute dai nizariti rivolgendosi a figure a loro ostili, ovvero in primis Shams al-Din, qadi di Qazvin, e pure ai comandanti mongoli attivi in Persia. Nel 1252, Möngke affidò a suo fratello Hülegü il compito di conquistare il resto dell'Asia occidentale, in particolare i territori controllati dai nizariti e il Califfato abbaside. La strategia d'attacco si rivelò particolarmente macchinosa, tanto che Hülegü partì nel 1253 e giunse in Persia più di due anni dopo. Secondo Guglielmo di Rubruck, sempre nel 1253, un gruppo di nizariti giunse in Mongolia per assassinare Möngke, malgrado alcuni studiosi ritengono quest'informazione poco verosimile.

## La campagna

### Campagna contro il Quhistan, il Qumis e il Khorasan

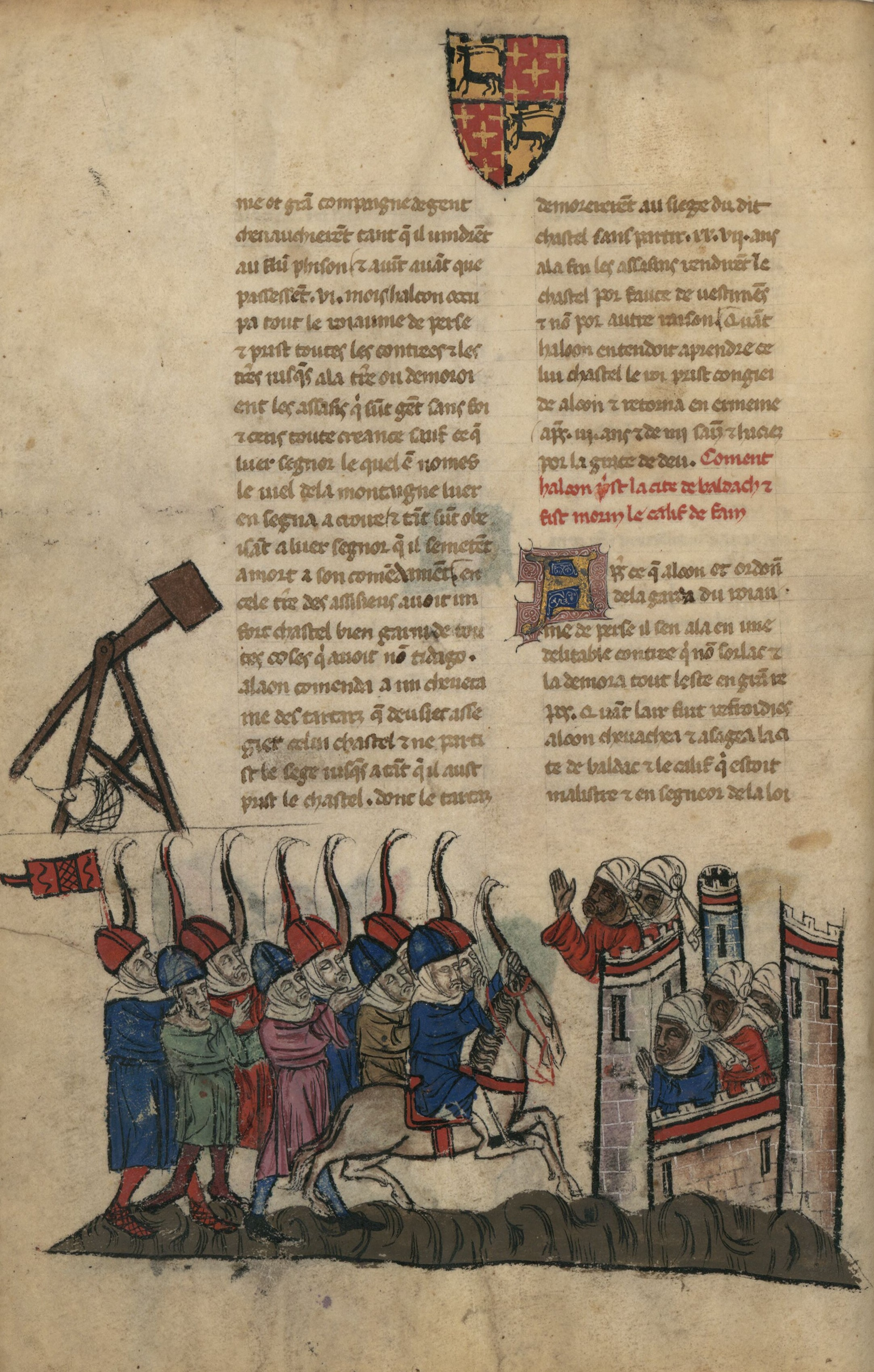
L'assedio di Gerdkuh, La Flor des estoires de la terre d'Orient di Aitone da Corico. La guarnigione resistette per diciassette anni, arrendendosi dunque diverso tempo dopo la dissoluzione dello Stato nizarita

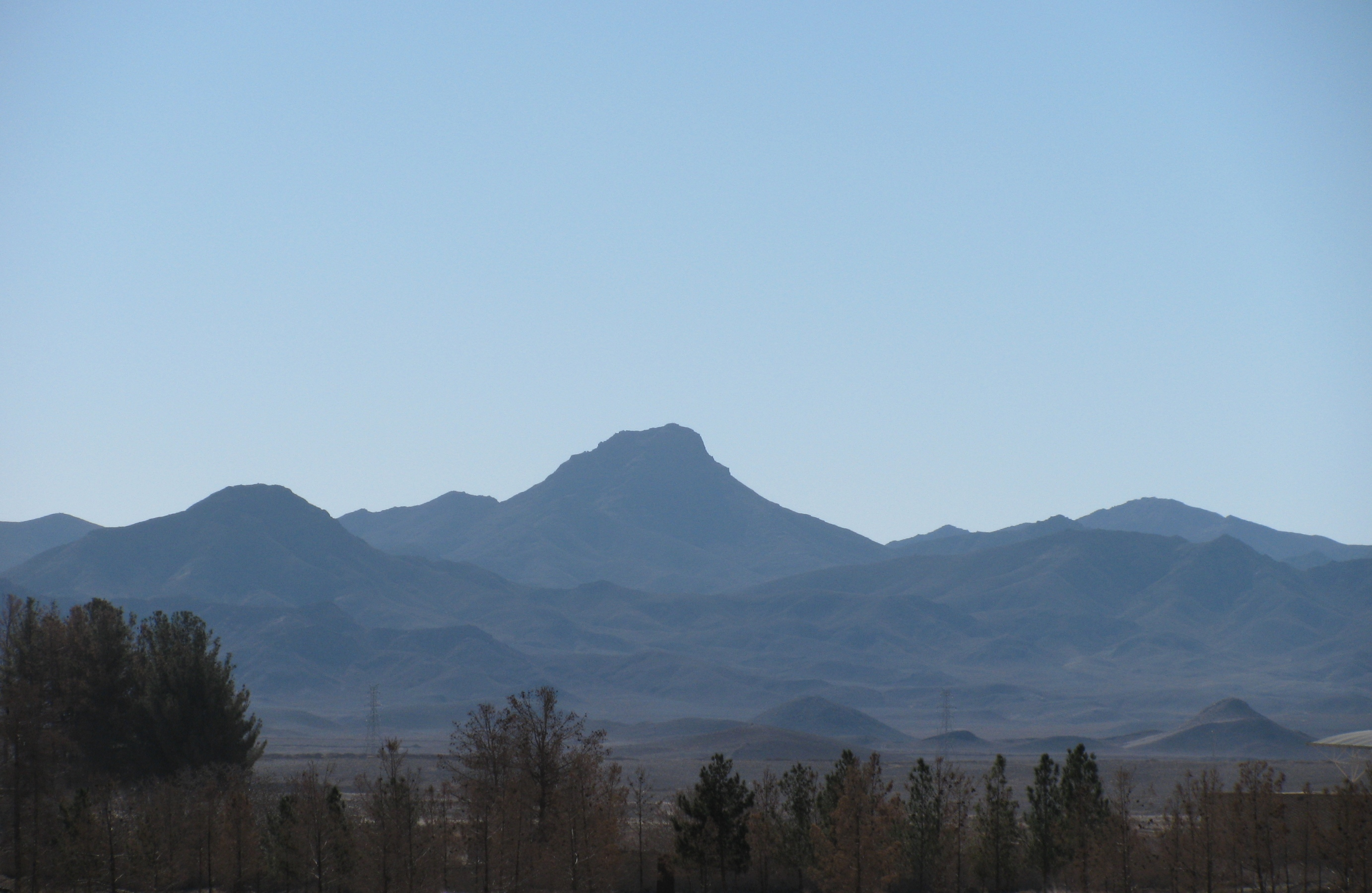
Il monte Ghal'eh Kuh presso Ferdows

Nel marzo 1253 il comandante di Hülegü Kitbuqa, a capo dell'avanguardia, attraversò l'Oxus (Amu Darya) accompagnato da 12 000 uomini (un tumen più due mingghan - 2 000 nuclei familiari - al cospetto di Köke Ilgei). Nell'aprile dello stesso anno catturò diverse fortezze nizarite in Quhistan e ne uccise gli abitanti, mentre a maggio assaltò Qumis e Gerdkuh. Il suo esercito era composto da 5 000 cavalieri probabilmente mongoli e da 5 000 fanti probabilmente tagiki. Kitbuqa affidò il controllo di un contingente all'emiro Buri ordinandogli di assediare Gerdkuh; egli si diresse invece con i suoi uomini in direzione delle vicine fortificazioni di Mehrin e Shah (forse Qasran). Nell'agosto 1253 Kitbuqa autorizzò delle incursioni nei distretti di Tarem e Rudbar, ma i risultati ottenuti furono scarsi. In seguito ordinò di colpire Mansuriah e Alabeshin (Alah beshin) e di trucidarne gli abitanti.
Nell'ottobre 1253, Hülegü lasciò la sua orda in Mongolia e marciò senza fretta, guadagnandosi il supporto di varie reclute lungo il tragitto. Al suo fianco vi erano altresì due dei suoi dieci figli, Abaqa e Yoshmut, suo fratello Subedei, morto durante il viaggio, le sue mogli Öljei e Yisut e la sua matrigna Doquz.
Nel dicembre 1253, la guarnigione di Girdkuh eseguì un attacco notturno a sorpresa e uccise un centinaio di mongoli, tra cui l'emiro Buri. Gerdkuh si ammalò gravemente a causa di un'epidemia di colera scoppiata nell'accampamento, ma, a differenza di Lambsar, sopravvisse e fu salvato dall'arrivo di rinforzi da Alamut inviati da Ala al-Din Muhammad nell'estate del 1254. La fortezza di Gerdkuh resistette per ben diciassette anni agli aggressori. Nel luglio del 1253 Kitbuqa, di ritorno dal Quhistan, saccheggiò, massacrò gli abitanti e conquistò temporaneamente Tun (Ferdows) e Turshiz. Alcuni mesi più tardi, anche Mehrin e molti altri castelli di Qumis caddero.
Nel settembre del 1255 Hülegü giunse nei pressi di Samarcanda. In seguito elevò Kish (Shahrisabz) a suo quartier generale temporaneo e spedì dei messaggeri ai sovrani mongoli e non mongoli attivi in Persia, annunciando la sua presenza in veste di viceré del Gran khan e chiedendo assistenza contro i nizariti. Ai destinatari fu comunicato che in caso di rifiuto sarebbero stati attaccati. Nell'autunno del 1255 Arghun Aqa fece sapere di accettare la richiesta avanzata da Hülegü, temendo ripercussioni peggiori. Tutti i sovrani presenti in Rum (Anatolia), Fars, Iraq, Azerbaigian, Arran, Shirvan, Georgia e presumibilmente anche in Armenia accettarono di unirsi alla spedizione e ricevettero molti doni a titolo di ricompensa per questa loro partecipazione.
Il rapporto dell'imam Muhammad III di Alamut con i suoi consiglieri e i capi nizariti, invero già logoro, si deteriorò gradualmente in modo irreversibile. Lo stesso accadde per quanto riguardava i rapporti dell'imam con suo figlio Rukn al-Din Khurshah, che avrebbe dovuto essere succedergli nella carica. Secondo gli storici persiani, l'élite nizarita cospirò contro Muhammad con l'intento di rimpiazzarlo con Khurshah, al quale sarebbe spettato poi il compiuto avviare negoziati immediati con i mongoli. Tuttavia, Khurshah si ammalò prima che questa congiura potesse essere eseguita. Poco più avanti, il 1º o il 2 dicembre 1255, Muhammad fu assassinato in circostanze non chiare e gli successe Khurta, dimostratosi subito disponibile a raggiungere un accordo con i mongoli.
Per raggiungere la Persia, Hülegü si fece strada nel Khanato Chagatai guadando l'Oxus nel gennaio del 1256 e giungendo in Quhistan nell'aprile del 1256. Hülegü si decise a colpire innanzitutto Tun, che aveva parzialmente resistito l'assalto di Kitbuqa. Non è noto quali incidenti si verificarono mentre Hülegü stava attraversando i distretti di Zaveh e Khvaf, ma ciò che è certo è che egli non fu in grado di supervisionare l'assalto. Date le circostanze, Hülegü incaricò nel maggio 1256 Kitbuqa e Köke Ilgei di attaccare Tun, le cui porte furono sfondate nel giro di una settimana e quasi tutti gli abitanti furono infine trucidati. I due comandanti fecero poi ritorno da Hülegü per attaccare Tus.

### Campagna contro Rudbar e Alamut

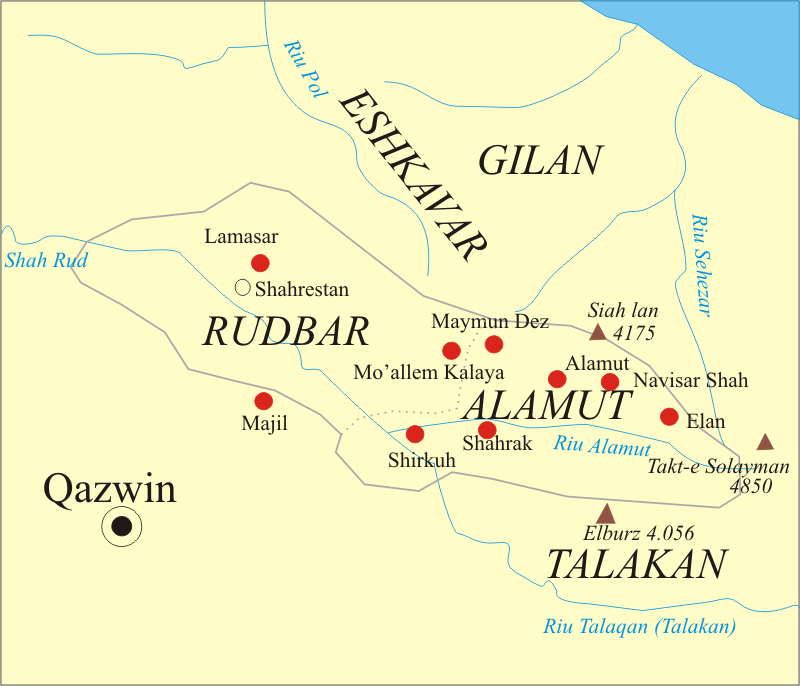
La regione di Alamut e Rudbar

Quando Hülegü raggiunse Bastam, il suo esercito venne frammentato in cinque tumen e furono nominati nuovi comandanti, molti dei quali erano parenti di Batu Khan. Dall'ulus di Joci che rappresentava l'Orda d'Oro giunsero Quli (figlio di Orda), Balagha e Tutar. Le forze del Khanato Chagatai seguivano invece gli ordini di Tegüder. Un contingente di uomini delle tribù di Oirat si unì al servizio di Buka Temür, mentre le fonti non fanno nessun riferimento a membri della famiglia di Ögödei. L'esercito di Hülegü era composto da guerrieri cinesi e musulmani esperti nell'uso di manganelle e nafta.

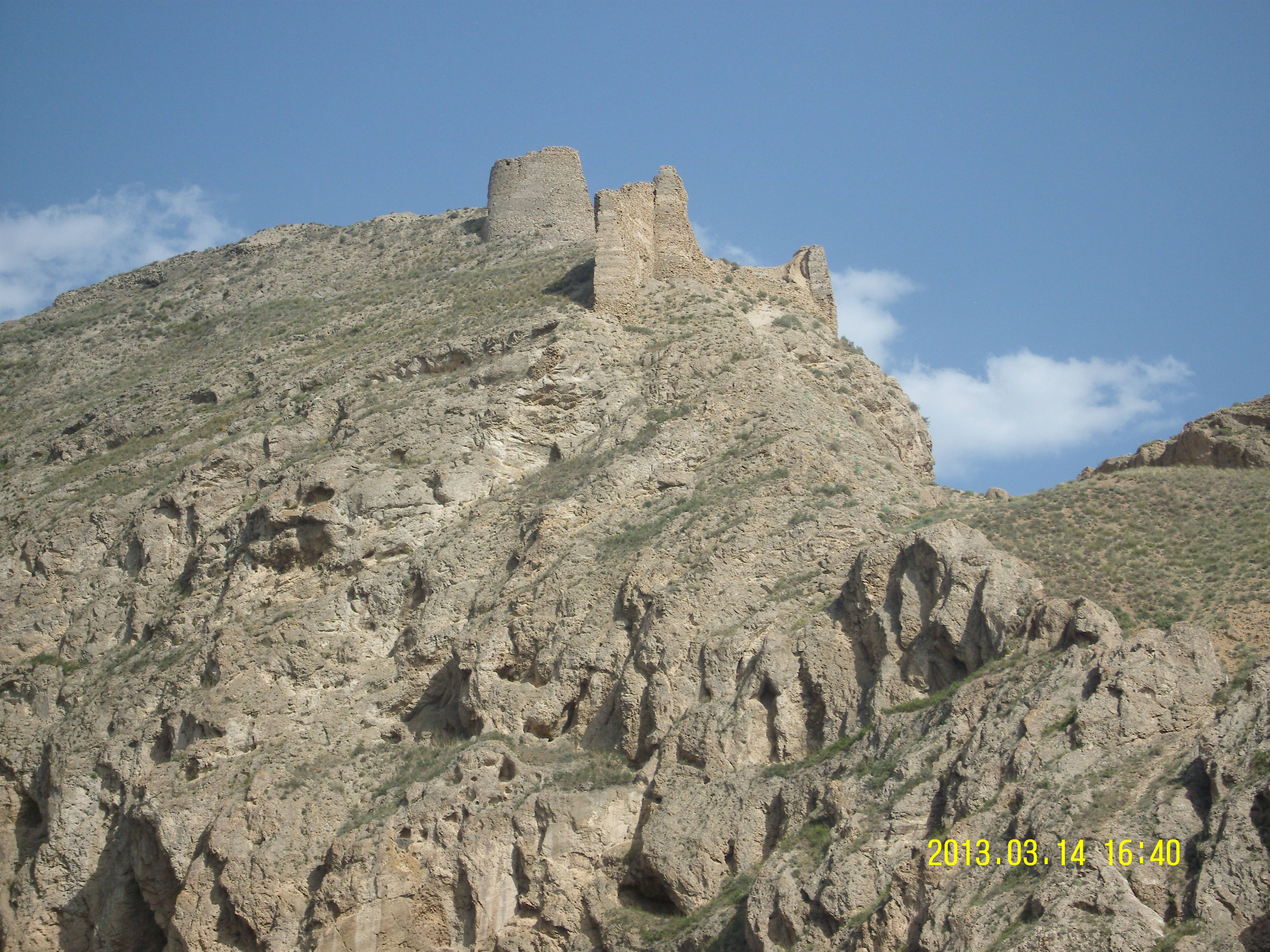
Castello di Firuzkuh

I mongoli irruppero nel cuore dei territori abitati dai nizariti da tre direzioni. Quelli provenienti da destra, guidati da Buqa Temür e Köke Ilgei, marciarono attraverso il Tabaristan. L'ala sinistra dell'armata, sotto Tegüder e Kitbuqa, superò Choara e Semnan, mentre sezione centrale era infine guidata da Hulegu in persona. Al contempo, quest'ultimo inviò un ulteriore avvertimento a Khurshah, il quale spedì per trattare il suo visir Kayqubad. Le due controparti si incontrarono a Firuzkuh e i nizariti si dichiararono pronti alla resa di tutte le roccaforti tranne Alamut e Lambsar, chiedendo la proroga delle condizioni per un anno. Prima della scadenza, Khurshah avrebbe fatto visita a Hülegü per ridiscutere la questione. Nel frattempo, Khurshah ordinò a Gerdkuh e alle fortezze del Quhistan di arrendersi, cosa che fecero i loro capi, ma la guarnigione di Gerdkuh preferì continuare a resistere. I mongoli avanzarono ancora e raggiunsero Lar, Damavand e Shahdiz. Khurshah decise a quel punto di inviare suo figlio di sette anni a discutere con il khan in segno di buona fede, ma fu respinto per via della sua giovane età. Khurshah incaricò quindi suo fratello Shahanshah (o Shahin Shah), che incontrò i mongoli a Rey. Hülegü chiese lo smantellamento delle fortificazioni dei nizariti affinché dimostrassero le proprie buone intenzioni e l'incontro non risultò fruttuoso. Hülegü avanzò poi con un esercito di 10 000 uomini dal Quhistan a Rudbar e divise le forze rimanenti in tre gruppi per circondare la valle di Alamut da diversi punti. Khurshah era nella fortezza di Maymun-Diz e cercava di temporeggiare; egli confidava nell'arrivo dell'inverno, sperando che il freddo avrebbe potuto fermare l'avanzata mongola.
I numerosi negoziati intrattenuti tra l'imam bizzarria e Hülegü si rivelarono inutili. A quanto sembra, il primo cercò di preservare almeno le principali roccaforti, mentre i mongoli ne chiedevano la totale sottomissione.

### Assedio di Maymun-Diz
L'8 novembre 1256 Hülegü fece allestire un accampamento su una collina di fronte a Maymun-Diz. Nel frattempo, circondò la costruzione difensiva con le sue forze superando i monti intorno ad Alamut, attraverso la valle di Taleqan e presentandosi ai piedi di Maymun-Diz. Il luogo in cui risiedeva l'imam, Maymun-Diz, poteva essere attaccata con le manganelle. Non era invece questo il caso di Alamut, Nevisar Shah, Lambsar e Gerdkuh, poiché si traccia di insediamenti situati tutti in cima ad alte vette. Maymun-Diz fu studiata più volte dai mongoli, i quali osservarono da varie angolazioni la fortificazione per trovare un punto debole. La maggioranza dei soldati dell'accampamento consigliò a Hülegü di rimandare l'assedio; ciononostante, egli decise di agire. I bombardamenti preliminari furono eseguiti per tre giorni di fila dalle manganelle da una collina vicina causando diverse vittime su entrambi i lati. Un assalto mongolo diretto effettuato il quarto giorno venne respinto. Gli aggressori decisero allora di impiegare macchine d'assedio più pesanti in grado di scagliare giavellotti contro le fortificazioni, la cui punta veniva infuocata prima di lanciarli.
A novembre Kuhrshah comunicò di accettare la resa in cambio dell'immunità per lui e per la sua famiglia. Il decreto reale con cui Hülegü acconsentiva fu inviato da 'Ata Malik Juwayni; questi chiese la firma al suo interlocutore, ma Khurshah rimase titubante. Dopo diversi giorni, Hülegü comandò un altro bombardamento e il 19 novembre Khurshah e il suo seguito discesero dalla fortezza e annunciarono la resa. L'evacuazione della struttura proseguì per ventiquattro ore, ma piccola parte della guarnigione rifiutò di arrendersi e si lasciò andare a un disperato tentativo di resistenza nel qubba, presumibilmente un edificio a forma di cupola adiacente alla fortezza. Questa piccola unita di combattenti fu sconfitta e uccisa dopo tre giorni.
La decisione nizarita di arrendersi fu forse influenzata da studiosi esterni come al-Tusi. Restano incomprensibili per gli storici i motivi per cui Alamut non provò ad assistere i suoi conterranei a Maymun-Diz.

#### Resa di Alamut

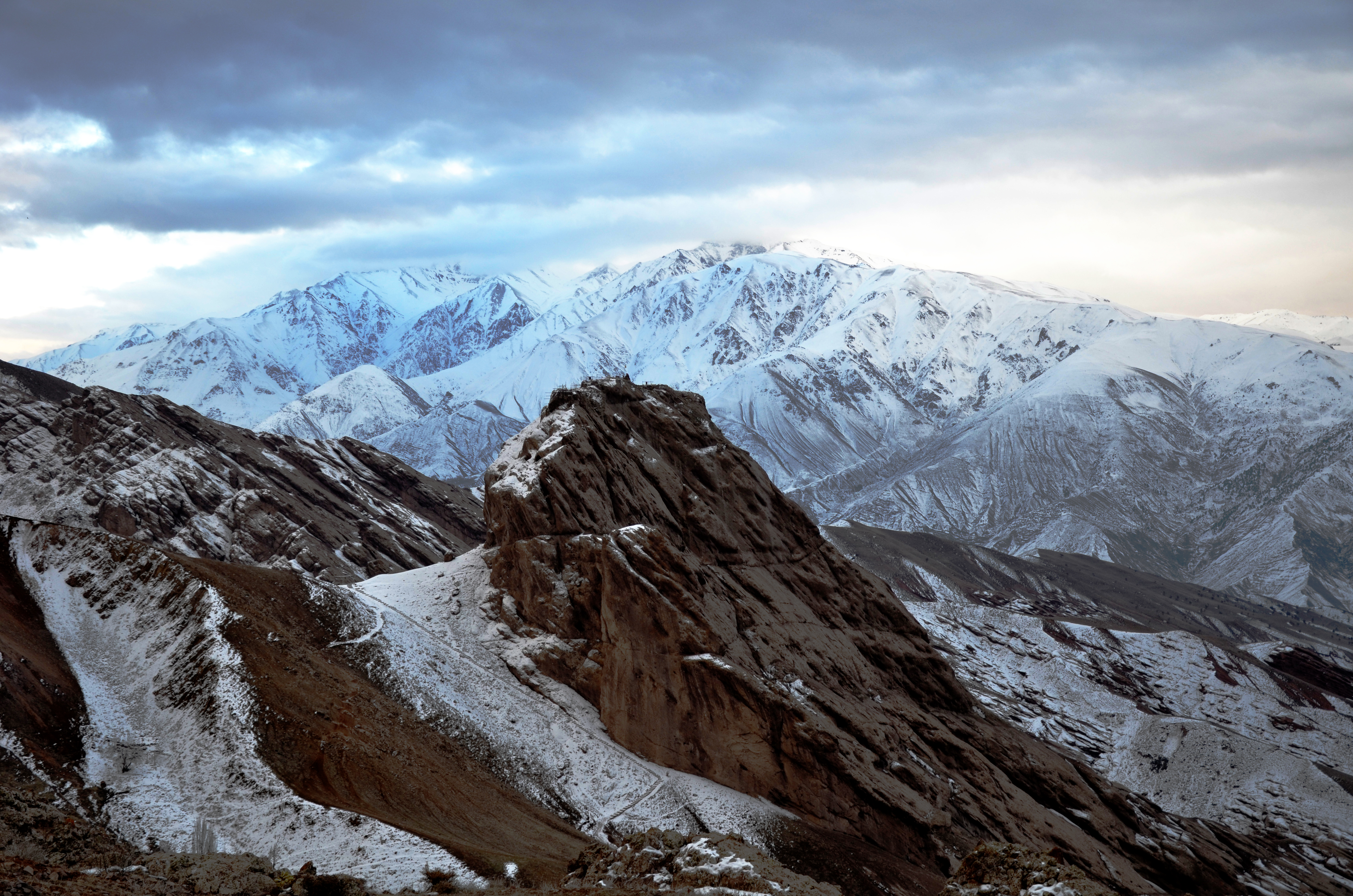
Il monte che sovrasta Alamūt

Khurshah ordinò a tutti i castelli nizariti della valle di Rusbar di arrendersi, evacuare e smantellare le strutture. Le quaranta fortezze circa in mano ai nizariti capitolarono gradualmente, fatta eccezione per Alamut, presidiata da Muqaddam al-Din e Lambsar, probabilmente perché i loro comandanti pensavano che l'imam avesse consigliato la resa perché costretto dagli aggressori e che praticasse una sorta di taqiyya. Nonostante la capacità ridotta della fortezza e degli uomini che poteva ospitare, Alamut era una costruzione in pietra (a differenza di Maymun-Diz), ben rifornita e con un approvvigionamento idrico affidabile. La fede nizarita esige obbedienza assoluta all'imam in ogni circostanza. Hülegü circondò Alamut con il suo esercito e Khurshah tentò senza successo di convincere il comandante a difesa della città ad arrendersi. Hülegü lasciò un grande contingente sotto Balaghai per assediare Alamut, partendo in seguito lui stesso insieme a Khurshah in direzione di Lambsar. Muqaddam al-Din alla fine si arrese dopo alcuni giorni nel dicembre del 1256.
Juvayni descrive nei suoi scritti la difficoltà affrontate dai mongoli per smantellare le pareti intonacate e le mura coperte di piombo. Essi dovettero dare fuoco agli edifici e poi distruggerli singolarmente. Lo scrittore racconta inoltre di ampie stanze, gallerie e recipienti assai capienti, impiegati solitamente per conservare vino, aceto, miele e altri beni. Durante il loro saccheggio, secondo quanto riferito, un uomo quasi annegò finendo immerso nel miele. Juvayni salvò «copie del Corano e di altri libri scelti», nonché «strumenti astronomici come il kursis (un pezzo dell'astrolabio), sfere armillari, astrolabi completi, parziali e altri ancora», bruciando invece gli altri libri «legati alla loro eresia e falsità». Egli salvò anche la biografia di Hasan Sabbah, la Sargudhasht-i Bābā Sayyidinā (in persiano: سرگذشت بابا سیدنا), che lo interessava, ma afferma di averla bruciata dopo averla letta. Riferisce in maniera abbastanza esaustiva il contenuto dello scritto nel suo Tarikh-i Jahangushay.
Juvayni annota inoltre l'inespugnabilità e il sistema autosufficiente di fornitura di cibo di Alamut e di altre fortezze nizarite. Anche Rashid al-Din scrive della fortuna che giocò in favore dei mongoli nella loro guerra contro i nizariti.

## Conseguenze

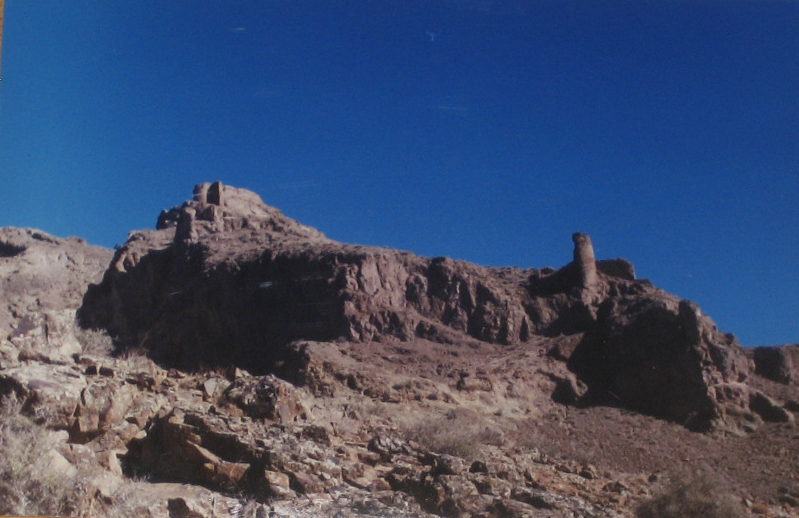
La resistenza nella fortezza principale di Lambsar cessò nel 1257 dopo lo scoppio di un'epidemia di colera

Nel 1256, Hülegü eliminò quasi del tutto i nizariti persiani come forza militare indipendente. Khurshah fu condotto a Qazvin, da dove comunicò alla roccaforte siriana nizarita di arrendersi. Come detto, l'appello cadde nel vuoto perché la città pensava che la guida religiosa stesse emanando degli ordini sotto costrizione. Quando la sua posizione divenne intollerabile, Khurshah chiese a Hülegü di poter incontrare Möngke in Mongolia, promettendo che avrebbe persuaso le restanti fortezze ismailite ad arrendersi. Möngke lo rimproverò quando lo incontrò a Karakorum, in Mongolia, a causa della sua incapacità di consegnare Lambsar e Gerdkuh, e ordinò che tornasse in patria. Sulla via del ritorno, l'imam e il suo piccolo seguito furono giustiziati dalla scorta mongola. Nel frattempo Möngke dispose un massacro generale di tutti gli ismailiti nizariti, compresa la famiglia intera di Khurshah e le guardie. I parenti di Khurshah, rimasti a Qazvin, furono uccisi da Qaraqai Bitikchi, mentre Ötegü-China convocò i nizariti del Quhistan in massa e trucidò circa 12 000 persone. Il massacro perpetrato da Möngke si verificò per ottemperare a una precedente disposizione voluta da Genghiz Khan. Si stima che in quel frangente persero la vita circa 100 000 nizariti.
Hülegü si spostò quindi con il grosso del suo esercito in Azerbaigian, stabilendo ufficialmente un proprio khanato (l'Ilkhanato) e poi eseguendo la presa di Baghdad nel 1258. A mano a mano che il governo centralizzato nizarita veniva destituito, la popolazione veniva uccisa o abbandonata al suo destino nelle vecchie roccaforti. Molti sopravvissuti emigrarono in Afghanistan, Badakhshan e Sindh. Non si conoscono molte vicende relative alla convulsa storia degli ismailiti protrattasi fino ai due secoli successivi, quando essi ricominciarono a crescere in comunità sparse in Persia, Afghanistan, Badakhshan, Siria e India. I nizariti della Siria furono tollerati dai mamelucchi di Bahri, tanto da essergli assegnato il compito di presidiare alcune strutture difensive per conto di coloro che li ospitavano. I mamelucchi potrebbero essersi serviti dei fedai nizariti contro i loro stessi avversari, in particolare nel tentato assassinio del principe crociato Edoardo I d'Inghilterra nel 1271.
La resistenza nizarita in Persia proseguì in alcuni forti, in particolare Lambsar, Gerdkuh e diversi forti in Quhistan. Lambsar crollò nel gennaio 1257, quando i suoi occupanti preferirono arrendersi piuttosto che continuare a convivere con un'epidemia di colera in corso. Come detto, Gerdkuh resistette per molto tempo. I mongoli costruirono delle strutture permanenti e persino delle abitazioni attorno alla fortezza, le cui rovine, assieme ai due tipi di pietre adoperate per le manganelle nizarite e mongole, sono visibili ancora oggi. Il 15 dicembre 1270, durante il regno di Abaqa, il presidio di Gerdkuh si arrese per mancanza di vestiti; occorsero tredici anni dopo la caduta di Alamut e diciassette anni dopo il suo primo assedio eseguito da Kitbuqa. I mongoli uccisero i sopravvissuti ma non distrussero la fortezza. Nello stesso anno, si attribuisce ai nizariti la responsabilità per un tentato omicidio fallito di Juvayni, il quale si era in precedenza dichiarato favorevole al loro totale annientamento.
Nel 1275, un gruppo di nizariti condotti dal figlio di Khurshah e discendente dei corasmi riconquistò il castello di Alamut, ma i mongoli ne ripresero il controllo un anno più tardi. Alla fine i nizariti ricostituirono il loro ordine religioso e il potere politico nel villaggio di Anjudan, dove si attesta la loro presenza nel XIV-XV secolo.